# Lista de municípios do Tocantins por IDH-M

Mapa do IDH do TocantinsLegenda:
Muito alto (nenhum município)
Alto (10 municípios)
Médio (104 municípios)
Baixo (24 municípios)
Muito baixo (nenhum município)

Esta é uma lista de municípios do estado brasileiro do Tocantins por Índice de Desenvolvimento Humano (IDH), segundo dados do Programa da Nações Unidas para o Desenvolvimento (PNUD) datados do ano 2010. De acordo com os dados de 2010, o município com o maior Índice de Desenvolvimento Humano no estado do Tocantins era Palmas, com um índice de 0,788 (considerado muito alto), e o município com o menor índice foi Recursolândia, com um índice de 0,500 (considerado baixo). De todos os municípios do estado, nenhum, município registrou um IDH muito alto, enquanto 10 apresentaram um IDH alto, 104 IDH médio, 24 municípios IDH baixo e nenhum muito baixo.
O cálculo do índice é composto a partir de dados de expectativa de vida ao nascer (IDH-L), educação (IDH-E), e PIB em Paridade do Poder de Compra per capita (IDH-R) recolhidos em nível nacional ou regional, e possui o objetivo de medir o padrão de vida. O índice foi desenvolvido em 1990 pelos economistas Amartya Sen e Mahbub ul Haq, e vem sendo usado desde 1993 pelo Programa das Nações Unidas para o Desenvolvimento (PNUD).
O Índice de Desenvolvimento Humano varia de 0 até 1, e nesta lista é dividido em cinco categorias: IDH muito alto (0,800 – 1,000), IDH alto (0,700 – 0,799), IDH médio (0,600  0,699), IDH baixo (0,500 – 0,599) e IDH muito baixo (0,000 – 0,499).

## Lista

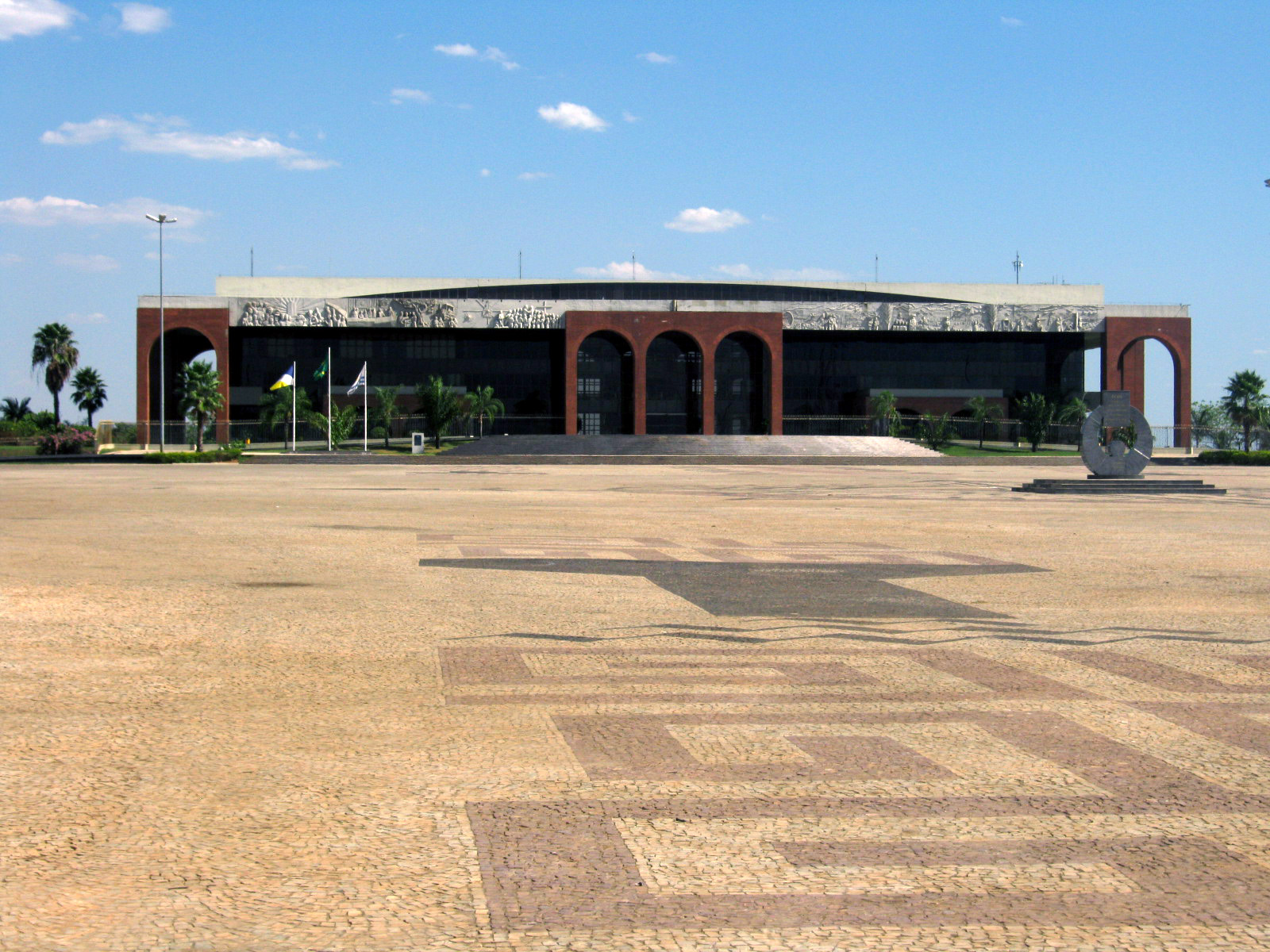
Palácio Araguaia em Palmas

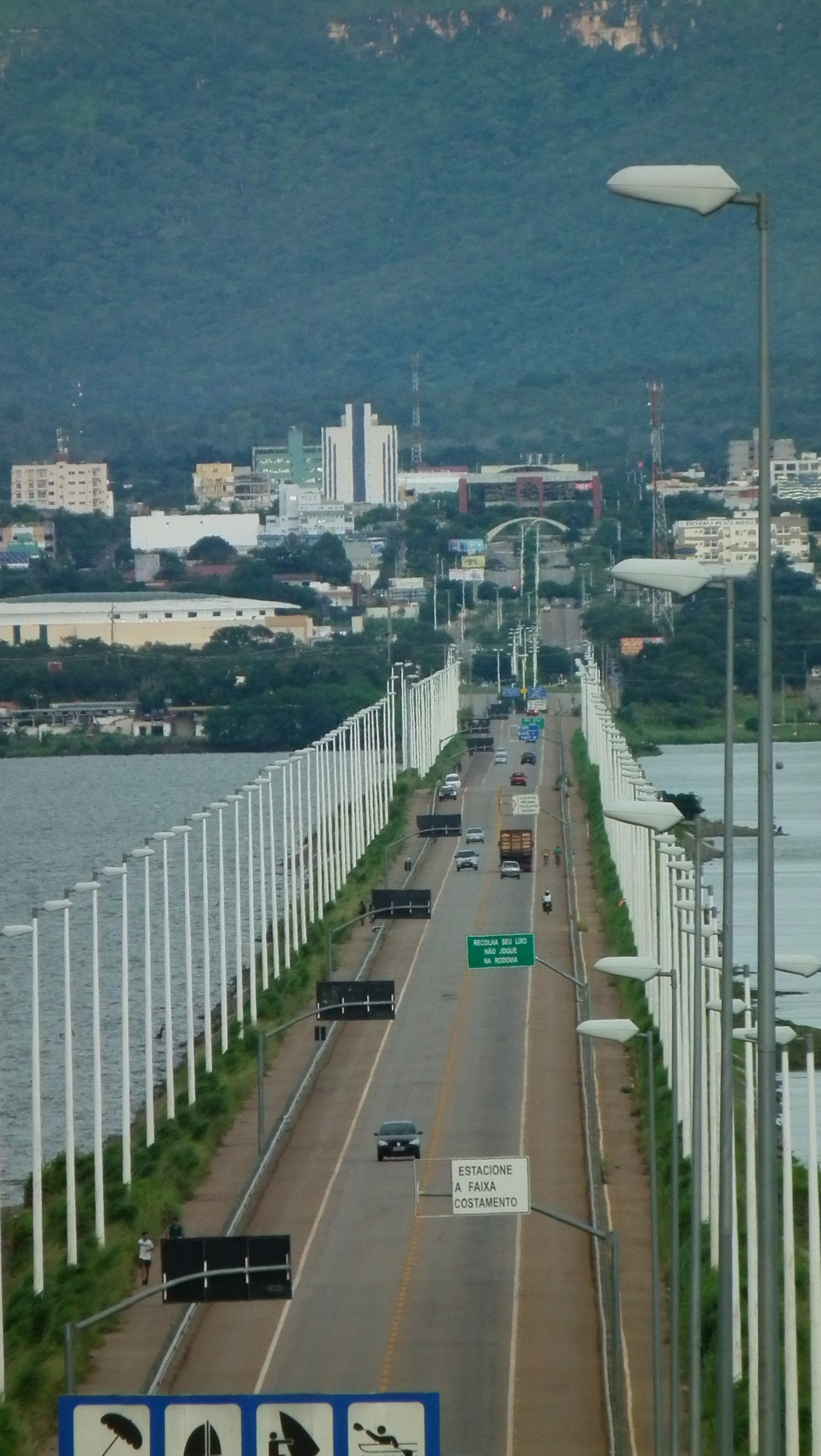
Ponte do Rio Tocantins, Palmas.

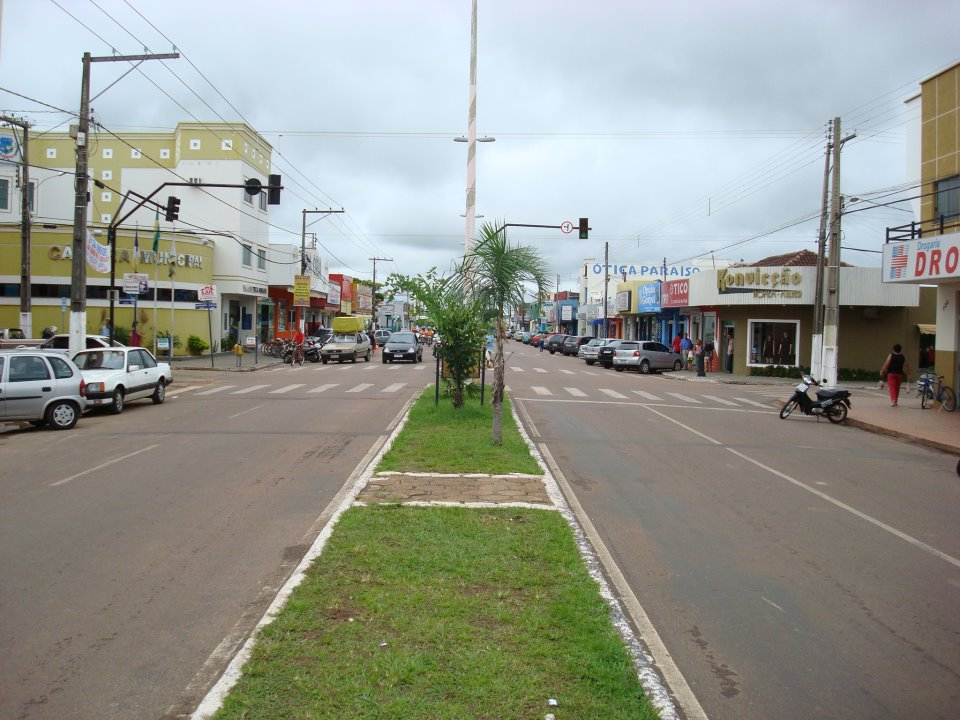
Avenida Bernado Sayao em Paraíso do Tocantins.

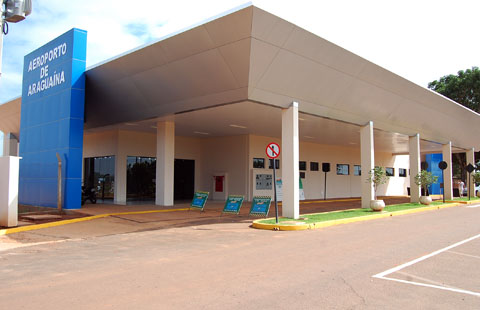
Aeroporto de Araguaína.

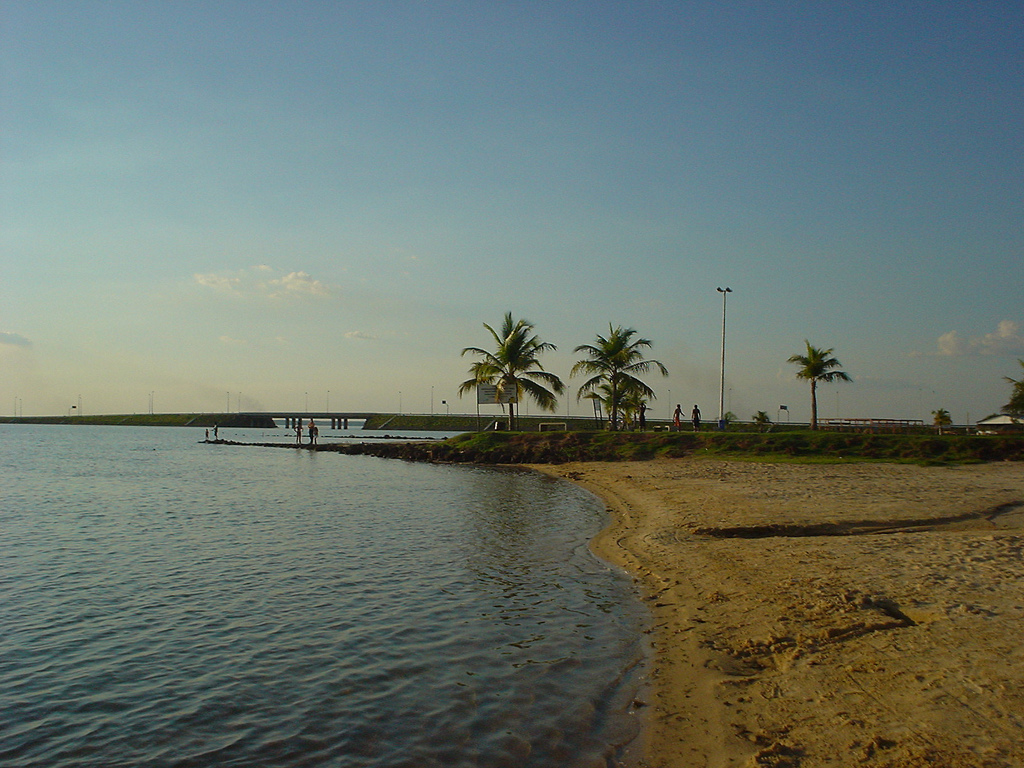
Vista do Rio Tocantins, rio que banha Porto Nacional.

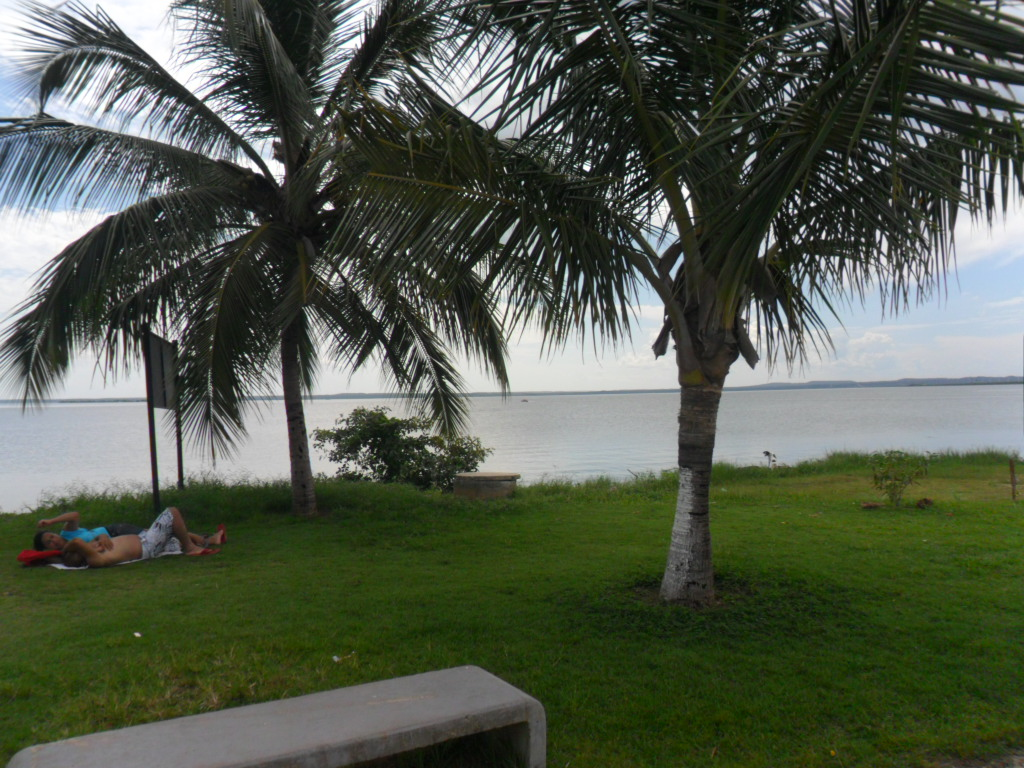
Praia da Graciosa em Guaraí.

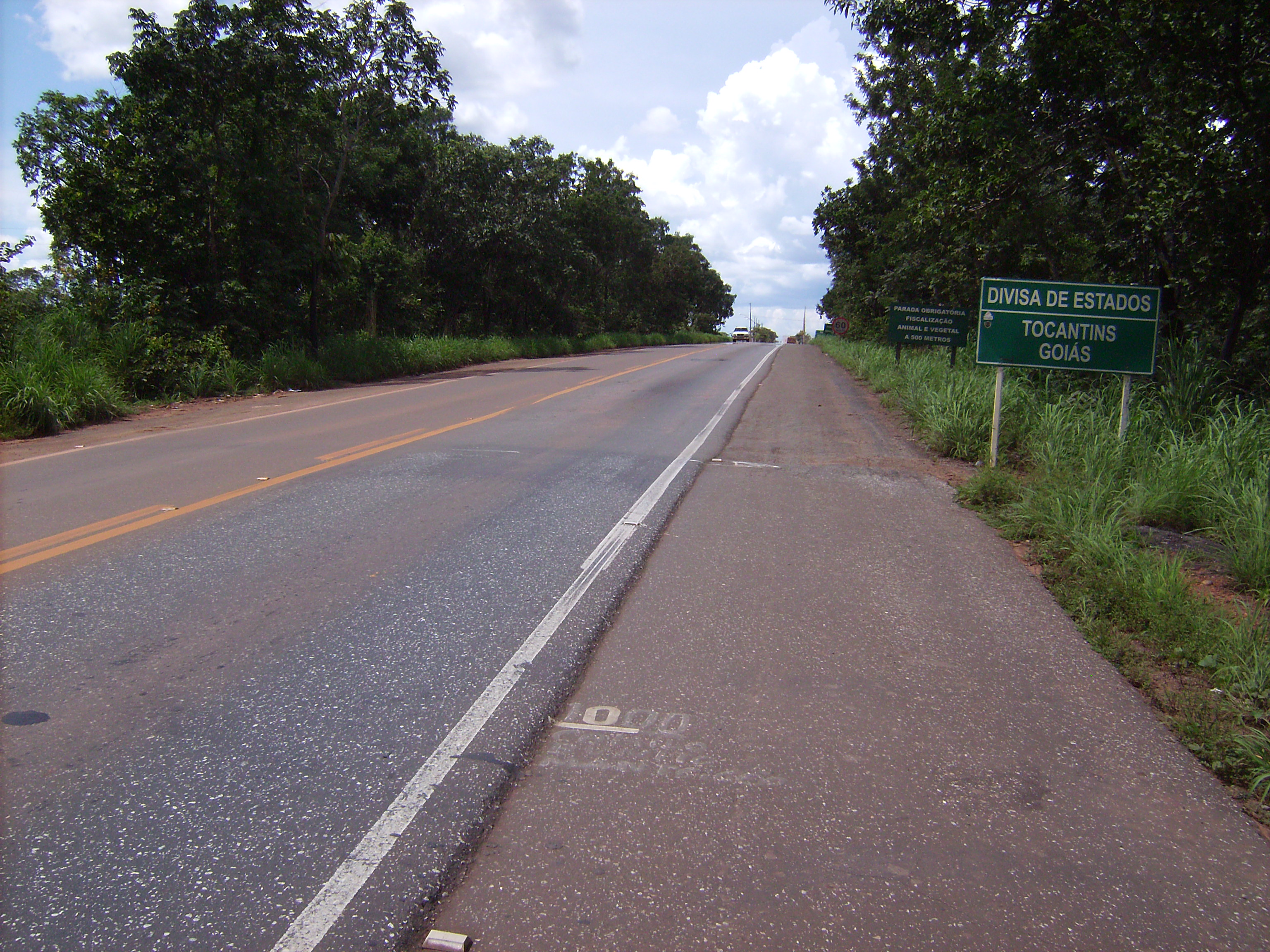
Rodovia em Talismã, divisa de Tocantins com Goiás.

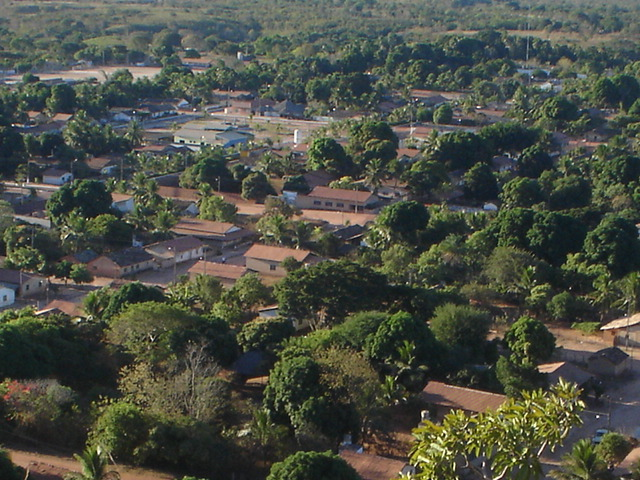
Vista aérea de Lizarda.

| Posição           | Municípios                   | Dados de 2010    |
| Posição           | Municípios                   | IDH municipal    |
| IDH-M muito alto  | IDH-M muito alto             | IDH-M muito alto |
| ----------------- | ---------------------------- | ---------------- |
| nenhum município  |                              |                  |
| IDH-M alto        |                              |                  |
| 1                 | Palmas                       | 0,788            |
| 2                 | Paraíso do Tocantins         | 0,764            |
| 3                 | Gurupi                       | 0,759            |
| 4                 | Araguaína                    | 0,752            |
| 5                 | Guaraí                       | 0,741            |
| 6                 | Porto Nacional               | 0,740            |
| 7                 | Pedro Afonso                 | 0,732            |
| 8                 | Alvorada                     | 0,708            |
| 9                 | Colinas do Tocantins         | 0,701            |
| 10                | Dianópolis                   | 0,701            |
| IDH-M médio       |                              |                  |
| 11                | Novo Alegre                  | 0,699            |
| 12                | Fátima                       | 0,697            |
| 13                | Combinado                    | 0,697            |
| 14                | Figueirópolis                | 0,689            |
| 15                | Brejinho de Nazaré           | 0,686            |
| 16                | Miracema do Tocantins        | 0,684            |
| 17                | Brasilândia do Tocantins     | 0,684            |
| 18                | Divinópolis do Tocantins     | 0,683            |
| 19                | Tocantinópolis               | 0,681            |
| 20                | Arapoema                     | 0,680            |
| 21                | Dueré                        | 0,679            |
| 22                | Aurora do Tocantins          | 0,677            |
| 23                | Araguaçu                     | 0,675            |
| 24                | Lajeado                      | 0,675            |
| 25                | Oliveira de Fátima           | 0,675            |
| 26                | Silvanópolis                 | 0,675            |
| 27                | Peixe                        | 0,674            |
| 28                | Cristalândia                 | 0,673            |
| 29                | Natividade                   | 0,673            |
| 30                | Palmeirópolis                | 0,673            |
| 31                | Ananás                       | 0,671            |
| 32                | Colméia                      | 0,671            |
| 33                | Xambioá                      | 0,671            |
| 34                | Augustinópolis               | 0,670            |
| 35                | Formoso do Araguaia          | 0,670            |
| 36                | Tupirama                     | 0,670            |
| 37                | Pugmil                       | 0,669            |
| 38                | Presidente Kennedy (TO)      | 0,669            |
| 39                | Sucupira                     | 0,667            |
| 40                | Santa Tereza do Tocantins    | 0,662            |
| 41                | Abreulândia                  | 0,665            |
| 42                | Aliança do Tocantins         | 0,663            |
| 43                | Miranorte                    | 0,662            |
| 44                | Cariri do Tocantins          | 0,662            |
| 45                | Jaú do Tocantins             | 0,662            |
| 46                | Nova Rosalândia              | 0,661            |
| 47                | Pau D'arco                   | 0,661            |
| 48                | Lavandeira                   | 0,660            |
| 49                | Bom Jesus do Tocantins       | 0,660            |
| 50                | Fortaleza do Tabocão         | 0,659            |
| 51                | Sandolândia                  | 0,659            |
| 52                | Caseara                      | 0,658            |
| 53                | Aguiarnópolis                | 0,657            |
| 54                | Talismã                      | 0,654            |
| 55                | Aparecida do Rio Negro       | 0,651            |
| 56                | Arraias                      | 0,651            |
| 57                | Santa Rita do Tocantins      | 0,651            |
| 58                | Itaporã do Tocantins         | 0,650            |
| 59                | Pium                         | 0,650            |
| 60                | Angico                       | 0,648            |
| 61                | Porto Alegre do Tocantins    | 0,645            |
| 62                | Crixás do Tocantins          | 0,644            |
| 63                | Nazaré                       | 0,643            |
| 64                | São Valério da Natividade    | 0,643            |
| 65                | Babaçulândia                 | 0,642            |
| 66                | Barrolândia                  | 0,642            |
| 67                | Carmolândia                  | 0,640            |
| 68                | Araguacema                   | 0,639            |
| 69                | Luzinópolis                  | 0,639            |
| 70                | Novo Acordo                  | 0,639            |
| 71                | Novo Jardim                  | 0,639            |
| 72                | Bernardo Sayão               | 0,638            |
| 73                | Bandeirantes do Tocantins    | 0,638            |
| 74                | Wanderlândia                 | 0,638            |
| 75                | Santa Terezinha do Tocantins | 0,637            |
| 76                | Almas                        | 0,636            |
| 77                | Santa Maria do Tocantins     | 0,634            |
| 78                | Taguatinga                   | 0,634            |
| 79                | Araguatins                   | 0,631            |
| 80                | Marianópolis do Tocantins    | 0,631            |
| 81                | Nova Olinda                  | 0,631            |
| 82                | Palmeiras do Tocantins       | 0,650            |
| 83                | Axixá do Tocantins           | 0,650            |
| 84                | Buriti do Tocantins          | 0,649            |
| 85                | Cachoeirinha                 | 0,648            |
| 86                | Lagoa da Confusão            | 0,643            |
| 87                | Pequizeiro                   | 0,642            |
| 88                | Ponte Alta do Tocantins      | 0,641            |
| 89                | São Miguel do Tocantins      | 0,640            |
| 90                | Monte do Carmo               | 0,640            |
| 91                | Piraquê                      | 0,640            |
| 92                | Filadélfia                   | 0,621            |
| 93                | Goianorte                    | 0,621            |
| 94                | Chapada da Natividade        | 0,620            |
| 95                | Ipueiras                     | 0,620            |
| 96                | Monte Santo do Tocantins     | 0,620            |
| 97                | Chapada de Areia             | 0,619            |
| 98                | Itaguatins                   | 0,616            |
| 99                | Rio dos Bois                 | 0,616            |
| 100               | Santa Fé do Araguaia         | 0,616            |
| 101               | Itacajá                      | 0,612            |
| 102               | Rio da Conceição             | 0,608            |
| 103               | Mateiros                     | 0,607            |
| 104               | Sampaio                      | 0,606            |
| 105               | Couto Magalhães              | 0,605            |
| 106               | Pindorama do Tocantins       | 0,605            |
| 107               | São Bento do Tocantins       | 0,605            |
| 108               | São Salvador do Tocantins    | 0,605            |
| 109               | Araguanã                     | 0,604            |
| 110               | Sítio Novo do Tocantins      | 0,604            |
| 111               | Barra do Ouro                | 0,603            |
| 112               | Ponte Alta do Bom Jesus      | 0,603            |
| 113               | Itapiratins                  | 0,601            |
| 114               | Taipas do Tocantins          | 0,601            |
| 115               | Rio Sono                     | 0,600            |
| IDH-M baixo       |                              |                  |
| 116               | Paranã                       | 0,595            |
| 117               | Santa Rosa do Tocantins      | 0,595            |
| 118               | Carrasco Bonito              | 0,594            |
| 119               | Aragominas                   | 0,593            |
| 120               | Conceição do Tocantins       | 0,592            |
| 121               | Tocantínia                   | 0,589            |
| 122               | Tupiratins                   | 0,587            |
| 123               | Juarina                      | 0,584            |
| 124               | Dois Irmãos do Tocantins     | 0,583            |
| 125               | Praia Norte                  | 0,583            |
| 126               | Darcinópolis                 | 0,581            |
| 127               | Maurilândia do Tocantins     | 0,580            |
| 128               | Lagoa do Tocantins           | 0,579            |
| 129               | Goiatins                     | 0,576            |
| 130               | São Félix do Tocantins       | 0,574            |
| 131               | São Sebastião do Tocantins   | 0,573            |
| 132               | Riachinho                    | 0,572            |
| 133               | Palmeirante                  | 0,571            |
| 134               | Lizarda                      | 0,570            |
| 135               | Esperantina                  | 0,570            |
| 136               | Centenário                   | 0,569            |
| 137               | Muricilândia                 | 0,596            |
| 138               | Campos Lindos                | 0,544            |
| 139               | Recursolândia                | 0,500            |
| IDH-M muito baixo |                              |                  |
| nenhum município  |                              |                  |